# اتفاقية الشراكة بين أوكرانيا والاتحاد الأوروبي
إتفاقية الشراكة بين أوكرانيا والاتحاد الأوروبي هي اتفاقية شراكة بين الاتحاد الأوروبي والجماعة الأوروبية للطاقة الذرية وأوكرانيا ودول الاتحاد الأوروبي البالغ عددها 28 دولة عضوة (وهي أطراف منفصلة بالإضافة إلى الاتحاد الأوروبي والجماعة الأوروبية للطاقة الذرية). تؤسس الاتفاقية لرابطة سياسية واقتصادية بين الطرفين. دخلت الاتفاقية حيز التنفيذ في 1 سبتمبر 2017، فيما تم تطبيق بعض الأجزاء مؤقتًا.
بموجب الاتفاقية تلتزم الأطراف بالتعاون وتوحيد السياسات والتشريعات والتنظيمات الاقتصادية عبر مجموعة واسعة من المجالات، بما في ذلك الحقوق المتساوية للعمال، والخطوات نحو حرية تنقل الأشخاص، وتبادل المعلومات والموظفين في مجال العدالة، تحديث البنية التحتية للطاقة في أوكرانيا، والوصول إلى بنك الاستثمار الأوروبي. تلتزم الأطراف بعقد اجتماعات قمة منتظمة واجتماعات بين الوزراء والمسؤولين الآخرين والخبراء. علاوة على ذلك، تؤسس الاتفاقية منطقة تجارة حرة عميقة وشاملة بين الطرفين.
تلزم الاتفاقية أوكرانيا بالإصلاحات الاقتصادية والقضائية والمالية لتوحيد سياساتها وتشريعاتها مع سياسات الاتحاد الأوروبي. كما تلتزم البلاد بالامتثال التدريجي لمعايير الاتحاد الأوروبي التقنية وا المستهلك. يوافق الاتحاد الأوروبي على تزويد أوكرانيا بالدعم السياسي والمالي، والوصول إلى البحوث والمعرفة، والوصول التفضيلي إلى أسواق الاتحاد الأوروبي. تلزم الاتفاقية كلا الطرفين بتعزيز التقارب التدريجي نحو سياسة الأمن والدفاع المشتركة للاتحاد الأوروبي وسياسات ووكالة الدفاع الأوروبية.
يأتي الاتفاق بعد أكثر من عقدين من الزمن سعى فيه الطرفان إلى إقامة علاقات وثيقة مع بعضهما البعض. حيث يسعى الاتحاد الأوروبي من جهة إلى التأكد من أن وارداته من الحبوب والغاز الطبيعي من أوكرانيا، وكذلك صادراته من البضائع إلى أوكرانيا، ليست مهددة بعدم الاستقرار في المنطقة، معتقدين أن عدم الاستقرار يمكن أن يتقلص في نهاية المطاف من خلال السياسة الاجتماعية والسياسية والإصلاحات الاقتصادية في البلاد. من ناحية أخرى، ترغب أوكرانيا في زيادة صادراتها من خلال الاستفادة من التجارة الحرة مع الاتحاد الأوروبي من خلال جذب الاستثمارات الخارجية المرغوبة، وكذلك إقامة علاقات وثيقة مع كيان اجتماعي - سياسي يشعر العديد من الأوكرانيين بوجود صلة ثقافية قوية به.
يعتبر غرب أوكرانيا بشكل عام أكثر حماسة لعضوية الاتحاد الأوروبي من شرق أوكرانيا.
تم التوقيع على الأحكام السياسية للمعاهدة في 21 مارس 2014 بعد سلسلة من الأحداث التي أوقفت التصديق عليها وبلغت ذروتها في الثورة الأوكرانية والإطاحة برئيسها فيكتور يانوكوفيتش. الذي رفض التوقيع على الاتفاق في اللحظات الأخيرة. قدمت روسيا ثاني أكبر شريك تجاري لأوكرانيا، بدلاً من ذلك رابطة مع الاتحاد الجمركي الحالي لروسيا وروسيا البيضاء وكازاخستان كبديل. بعد 21 مارس 2014، تم مؤقتًا وضع المسائل المتعلقة بالتكامل التجاري جانباً (في انتظار نتائج الانتخابات الرئاسية الأوكرانية في 25 مايو 2014) حتى وقع الاتحاد الأوروبي والرئيس الأوكراني الجديد بترو بوروشنكو الجزء الاقتصادي من اتفاقية شراكة أوكرانيا والاتحاد الأوروبي بشأن 27 يونيو 2014، ووصف ذلك بأنه «الخطوة الأولى والأكثر أهمية في أوكرانيا» تجاه عضوية الاتحاد الأوروبي.

## خلفية

### أوكرانيا
منذ أواخر القرن الثامن عشر، كانت معظم أراضي أوكرانيا في البداية جزءًا من الإمبراطورية الروسية. أصبحت أوكرانيا الغربية لاحقًا جزءًا من الإمبراطورية النمساوية المجرية ثم انضمت إلى الجمهورية البولندية الثانية وانفصلت عنها عقب الغزو السوفيتي لبولندا في عام 1939. انضمت أوكرانيا بعد ذلك إلى الاتحاد السوفيتي (اتحدت الجمهورية الاشتراكية السوفيتية الروسية والجمهورية السوفيتية الأوكرانية ضمن الاتحاد السوفيتي منذ عام 1922 وإلى أن أعلنت أوكرانيا استقلالها عن الاتحاد السوفيتي في 24 أغسطس 1991). حافظت أوكرانيا المستقلة (منذ عام 1991) على علاقاتها القوية مع روسيا، وأصبح بذلك اقتصاد أوكرانيا متحدًا مع الاقتصاد الروسي.

### الاتحاد الأوروبي
تأسست الجماعة الأوروبية للفحم والصلب في عام 1952، وتتألف هذه المنظمة من ست دول أوروبية غربية. كانت هذه المنظمة الأساس الذي أدى إلى تشكيل الاتحاد الأوروبي في عام 1992 مع زيادة القوى المركزية، وزيادة عضوية الدول فيها والتي بلغ عددها 28 بحلول عام 2013. تمتلك دول الاتحاد سوقًا مشتركًا، علاوة على جملة من الصلاحيات، بما في ذلك القدرة على إبرام اتفاقات تجارية. يستقي الاتحاد الأوروبي أهليته من الدول الأعضاء، وبالتالي عند إبرام معاهدات تضم مجالات خارج صلاحيات الاتحاد، تصبح الدول الأعضاء طرفًا من المعاهدة إلى جانب الاتحاد.

## تاريخيًا
في 22 يوليو 2008، جرى الإعلان عن توقيع اتفاقية بين أوكرانيا والاتحاد الأوروبي في إطار عملية تحقيق «الاستقرار والانتساب». مع ذلك، وفي عام 2011، حذرت المندوبة السامية للشؤون الخارجية للاتحاد الأوروبي، كاثرين أشتون، أوكرانيا من أنه على الرغم من استمرار المحادثات بشأن اتفاقية انضمام أوكرانيا إلى الاتحاد الأوروبي، ستواجه عملية إقرار المعاهدة «العديد من مشاكل في حال لم تتراجع السلطات الأوكرانية عن نهجها الذي تتبعه إزاء محاكمة رئيس وزراء أوكرانيا السابق، يوليا تيموشينكو». يتعين على جميع دول أعضاء الاتحاد الأوروبي والبرلمان الأوروبي أن توقع على اتفاق الارتباط لتصبح اتفاقية الارتباط نافذة المفعول. في 11 أكتوبر 2011، حُكم على تيموشينكو بالسجن لمدة سبع سنوات، وقوبل هذا القرار باحتجاج وطني ودولي وشكّل تهديدًا للعلاقات بين أوكرانيا والاتحاد الأوروبي. صرّحت تيموشينكو بدورها أن القرار الصادر بحقه ينبغي ألا يعيق الاتحاد الأوروبي عن إقامة علاقات وثيقة مع أوكرانيا. في 19 ديسمبر 2011، جرى تأجيل التوقيع على اتفاقية الارتباط بين أوكرانيا والاتحاد الأوروبي، على الرغم من الانتهاء من صياغتها. وفقًا لبيان مشترك صادر عن أوكرانيا والاتحاد الأوروبي بشأن عقد مؤتمر قمة بين أوكرانيا والاتحاد الأوروبي، جرى التصريح عن أن إقرار المعاهدة يتوقف على «احترام أوكرانيا للقيم المشتركة وسيادة القانون في ظل نظام قضائي مستقل». في 27 فبراير 2012، صرح المفوض الأوروبي لشؤون التوسعة والجوار الأوروبية، شتيفان فولي، بأنه «يأمل» في أن توقع أوكرانيا والاتحاد الأوروبي بالأحرف الأولى على اتفاقية الارتباط في غضون شهر، و«يرى» أنّه سيجري التوقيع عليها في الخريف المقبل. أشار كذلك إلى «الحاجة إلى اتخاذ العديد من التدابير بشأن ستة مجالات رئيسية» (يتقدمها الإصلاح القضائي والحريات الديمقراطية). في 29 فبراير 2012، قدم حزب الشعب الأوروبي مطالبات بالإفراج الفوري عن يوليا تيموشينكو ويوري لوتسينكو وغيرهم من السجناء السياسيين، وأصر على عدم التوقيع على اتفاق الارتباط بين أوكرانيا والاتحاد الأوروبي وإقراره إلى حين تلبية هذه المطالب.

### الإجراءات الأولية
في 30 مارس 2012، جرى التوقيع على اتفاقية الارتباط بين أوكرانيا والاتحاد الأوروبي بالأحرف الأولى في بروكسل، وكانت المعاملة التي تلقتها رئيس وزراء أوكرانيا السابق يوليا تيموشينكو والحكم عليها (والتي اعتبرها زعماء الاتحاد الأوروبي محاكمة ذات دوافع سياسية) سببًا رئيسيًا في توتر العلاقات بين الاتحاد الأوروبي وأوكرانيا. مارس الاتحاد الأوروبي وعدد من الدول الأعضاء فيه، ولا سيما ألمانيا، ضغوطًا على الرئيس الأوكراني فيكتور يانوكوفيتش وحكومة أزاروف لوقف احتجاز تيموشينكو خوفا على صحتها المتدهورة. بم يحضر قادة الاتحاد الأوروبي عدة اجتماعات مع يانوكوفيتش، بما في ذلك الرئيس الألماني يواكيم جاوك.
بناء على طلب من السياسيين المعارضين في أوكرانيا، قاطع مسؤولون حكوميون في الاتحاد الأوروبي بطولة الاتحاد الأوروبي لكرة القدم التي أُقيمت في عام 2012 في أوكرانيا. اقترح قادة الاتحاد الأوروبي أنه لا يمكن إقرار اتفاقية ارتباط أوكرانيا بالاتحاد الأوروبي واتفاق التبادل الحر الشامل والمعمق ما لم تعالج أوكرانيا أوجه القلق إزاء «تدهور الديمقراطية وسيادة القانون»، بما في ذلك سجن تيموشينكو ويوريي لوتسينكو في عامي 2011 و2012.
أكّد بيان صادر عن مجلس خارجية الاتحاد الأوروبي في 10 ديسمبر 2012 «مجددًا على التزامه بالتوقيع على اتفاق الارتباط الذي صدر بالأحرف الأولى بالفعل، بما في ذلك إنشاء منطقة تجارة حرة شاملة ومعمقة، بمجرد أن تتخذ السلطات الأوكرانية تدابير حازمة، وتحرز تقدمًا ملموسًا في المجالات الثلاثة المذكورة أعلاه، ربما بحلول موعد انعقاد مؤتمر قمة الشراكة الشرقية في فيلنيوس في نوفمبر 2013». المجالات الثلاثة هي: «الإصلاحات الانتخابية والقضائية والدستورية (بما يتوافق مع المعايير الدولية تشكل جزءًا لا يتجزأ منها والأولويات المتفق عليها عمومًا)».